# شرکت داو کمیکال
داو کمیکال (به انگلیسی: Dow Chemical Company) شرکت صنایع شیمیایی چندملیتی آمریکایی است، که دفتر مرکزی آن در شهر میدلند، میشیگان در ایالات متحده آمریکا مستقر می‌باشد. در سال ۲۰۰۷ این شرکت، پس از شرکت ب‌آاس‌ف، به عنوان دومین شرکت بزرگ تولیدکننده مواد شیمیایی معرفی شد و در سال ۲۰۰۹ با یک پله نزول، پس از شرکت‌های ب‌آاس‌ف و دوپونت، در رتبه سوم این فهرست، جای گرفت.
داو کمیکال در سال ۱۸۹۷ توسط شیمی‌دان آمریکایی کانادایی‌تبار؛ هربرت هنری داو تأسیس شد. این شرکت هم‌اکنون بزرگترین تولیدکننده پلاستیک در جهان بوده و محصولاتش را در ۱۶۰ کشور جهان توزیع می‌نماید، که بخش عمده محصولات آن، به‌عنوان مواد اولیه به صنایع دیگر عرضه می‌شود.

## طراحی نمادخطر زیستی

نماد خطر زیستی که از سال ۱۹۶۶ استفاده می‌شود

برای جلوگیری از به خطر افتادن جان انسان‌ها این شرکت در سال ۱۹۶۶ نماد خطر، خطر زیستی را طراحی کرد و هدف این شرکت از طراحی این نماد ایجاد یک نماد بین‌المللی بود که مورد پذیرش تمام مردم جهان بوده و پیام سریعی داشته و با چیز دیگری اشتباه گرفته نشود.